# Список футбольних клубів Німеччини
|  | Службовий список статей, створений для координації робіт з розвитку теми. Це попередження не встановлюється на інформаційні списки і глосарії. |

Це список футбольних команд Німеччини

## А
- Айнтрахт (Брауншвейг)
- Айнтрахт (Трір)
- Айнтрахт (Франкфурт-на-Майні)
- Алеманія (Аахен)
- Армінія (Білефельд)

## Б
- Бабельсберг (футбольний клуб)
- Баварія (Альценау)
- Баварія (Мюнхен)
- Баєр (Леверкузен)
- Берлін Атлетик
- Бляу-Вайс 1890
- Боруссія (Дортмунд)
- Боруссія (Менхенгладбах)
- Боруссія (Нойнкірхен)
- Боруссія (Фульда)
- Бохум (футбольний клуб)

## В
- ‎Вальдгоф (футбольний клуб)
- ‎Веен (футбольний клуб)
- Вердер (футбольний клуб)
- Вікторія 1889
- Вікторія (Гамбург)
- Вікторія (Франкфурт-на-Одері)
- Вольфсбург (футбольний клуб)
- ‎Вупперталер

## Г
- Галлешер
- Гамбург (футбольний клуб)
- Ганза (футбольний клуб)
- Ганновер 96
- Герта (Берлін)
- Гоффенгайм 1899
- ‎Гройтер

## Д
- ‎Дармштадт 98
- Динамо (Берлін)
- Динамо (Дрезден)
- ‎Дрезднер
- Дуйсбург (футбольний клуб)

## Е
- Енергі
- Ерцебірге (Ауе)

## З
- ‎Заксен (футбольний клуб)
- ‎Зандгаузен (футбольний клуб)
- ‎Зонненгоф Гросашпах

## І
- ‎Інгольштадт 04
- ‎Ізманінг (футбольний клуб)

## Й
- ‎Йорк Боєн

## К
- Кайзерслаутерн (футбольний клуб)
- Карл Цейс (футбольний клуб)
- Карлсруе (футбольний клуб)
- ‎Карлсруе ФФ
- Кельн (футбольний клуб)
- ‎Кікерс (Оффенбах)
- ‎Кікерс (Емден)
- ‎Кобленц (футбольний клуб)

## Л
- Лейпциг (футбольний клуб)
- Локомотив (Лейпциг)
- ‎Любек (футбольний клуб)

## М
- Магдебург (футбольний клуб)
- Майнц 05
- ‎Мангайм (футбольний клуб)
- ‎Марбург (футбольний клуб)
- ‎Меппен (футбольний клуб)
- Мюнхен 1860

## Н
- Нюрнберг (футбольний клуб)

## О
- ‎Обернойланд
- ‎Ольденбург (футбольний клуб)
- ‎Оснабрюк (футбольний клуб)

## П
- ‎Падерборн 07
- ‎Пірмазенс (футбольний клуб)
- ‎Плауен (футбольний клуб)
- ‎Пройсен Мюнстер

## Р
- ‎РБ Лейпциг
- ‎Рот Вайс (Ален)
- Рот-Вайс (Ерфурт)
- Рот-Вайс (Ессен)
- ‎Рот-Вайс (Обергаузен)

## С
- ‎Саарбрюкен (футбольний клуб)
- Санкт-Паулі (футбольний клуб)

## Т
- ‎Тасманія 1900
- ‎Теніс Боруссія

## У
- ‎Ульм 1846
- Уніон (Берлін)
- Унтерахінг (футбольний клуб)

## Ф
- Фортуна (Дюссельдорф)
- Фортуна (Кельн)
- Фрайбург (футбольний клуб)
- ‎Фрайбургер
- ‎Франкфурт (футбольний клуб)

## Х
- Хемніцер (футбольний клуб)

## Ш
- Шальке 04
- Штутгарт (футбольний клуб)